# Бољеновићи
Бољеновићи су насељено место у саставу општине Стон, Дубровачко-неретванска жупанија, Република Хрватска.

## Географски положај
Бољеновићи се налазе на континенталном делу полуострва Пељешца, на главном путу који повезује места на Пељешцу од Стона до Ловишта.
Становници се баве пољопривредом.

## Историја
До територијалне реорганизације у Хрватској налазили су се у саставу старе општине Дубровник.

## Становништво
На попису становништва 2011. године, Бољеновићи су имали 87 становника.
| Број становника по пописима | Број становника по пописима | Број становника по пописима | Број становника по пописима | Број становника по пописима | Број становника по пописима | Број становника по пописима | Број становника по пописима | Број становника по пописима | Број становника по пописима | Број становника по пописима | Број становника по пописима | Број становника по пописима | Број становника по пописима | Број становника по пописима | Број становника по пописима |
| --------------------------- | --------------------------- | --------------------------- | --------------------------- | --------------------------- | --------------------------- | --------------------------- | --------------------------- | --------------------------- | --------------------------- | --------------------------- | --------------------------- | --------------------------- | --------------------------- | --------------------------- | --------------------------- |
| 1857                        | 1869                        | 1880                        | 1890                        | 1900                        | 1910                        | 1921                        | 1931                        | 1948                        | 1953                        | 1961                        | 1971                        | 1981                        | 1991                        | 2001                        | 2011                        |
| 288                         | 288                         | 108                         | 131                         | 148                         | 149                         | 162                         | 149                         | 138                         | 142                         | 138                         | 122                         | 106                         | 99                          | 94                          | 87                          |

Напомена: Појединих година исказивано под именом Бољеновић. У 1857. и 1869. садржи податке за насеље Метохија.

### Попис1991.
На попису становништва 1991. године, насељено место Бољеновићи је имало 99 становника, следећег националног састава:
| Попис 1991.‍ | Попис 1991.‍ | Попис 1991.‍ | Попис 1991.‍ | Попис 1991.‍ |
| ----------- | ----------- | ----------- | ----------- | ----------- |
|             |             |             |             |             |
| Хрвати      | Хрвати      |             | 98          | 98,98%      |
| непознато   | непознато   |             | 1           | 1,01%       |
| укупно: 99  |             |             |             |             |